# Румен Ваташки
Румен Атанасов Ваташки е български историк и публицист. Автор е на 15 книги.

## Биография
Румен Ваташки е роден на 4 септември 1962 година в град Радомир, област Перник. През 1987 година завършва Духовната академия в София. Едновременно с това завършва библиотекознание и научна информация в СУ „Св. Климент Охридски“. От 1989 до 1991 година специализира история и теория на културата при СУ, а през периода 1992 – 1997 година – в Папския институт за Изтока в Рим, Италия със защита на докторска дисертация върху Капуцинската мисия в България (La missione dei cappuccini in Bulgaria 1916 – 1941). През 2000 година е избран за редовен доцент, а по-късно става и професор в Шуменския университет „Епископ Константин Преславски“.
В периода 2005 - 2015 година е областен координатор на АТАКА–Перник.